# Mohegan Sun Arena
La Mohegan Sun Arena est une salle omnisports située à Uncasville dans le Connecticut, à l'intérieur du Mohegan Sun Resort and Casino.

## Histoire
L'arène servait à l'origine comme domicile des Wolves de Mohegan (équipe de football américain en salle de l'Af2) jusqu'à ce que la formation soit vendue et transférée à Manchester (New Hampshire) en 2004.
Le 28 janvier 2003, la salle a été annoncée publiquement pour être le parquet du Sun du Connecticut.

## Événements
- Match des étoiles de la National Lacrosse League, 21 avril 2002
- UFC 45: Revolution, 21 novembre 2003
- WNBA All-Star Game 2005, 9 juillet 2005
- WNBA All-Star Game 2009, 25 juillet 2009
- Enregistrement du Live at the Mohegan Sun du groupe Cinderella
- Concert de Britney Spears
- Concert de Rihanna, 22 juillet 2011
- Concert de Demi Lovato (A Special Night with Demi Lovato), 30 juin 2012
- Concerts de Lady Gaga : The Born This Way Ball Tour le 3 mars, (artRAVE : The ARTPOP Ball) le 10 mai 2014 et dernièrement les 9 et 11 novembre 2017 pour sa tournée Joanne World Tour
- Concert de Demi Lovato (Demi World Tour), 17 octobre 2014
- Concert de Demi Lovato et Nick Jonas (Future Now Tour), 6 juillet 2016^
- WWE Smackdown, 23 août 2016